# Лев Стипп
Патриарх Лев Стипп (греч. Λεβ Στιπ ум. 1143) - Константинопольский патриарх, занимавший пост на протяжении девяти лет (1134-1143 гг.)
Предшественником Льва Стиппа был Патриарх Иоанн IX Агапит, а его преемником был Патриарх Михаил II.

## Биография
До восшествия на патриарший престол Патриарх Лев Стипп был священником и икономом в составе клира собора Святой Софии в Константинополе.
В мае 1134 года был избран патриархом Константинопольским из-за смерти его предшественника - Иоанна IX Агапита.
В период патриаршества Льва Стиппа было довольно спокойно, все решения были предприняты в отношении еретиков и раскольников, выявленных во время бурных споров эпохи императора Алексея I Комнина.
В мае 1140 года Лев Стипп выступал в роли председателя на Константинопольском Соборе, осудившем труды богослова Константина Хрисомала.
При патриархе Льве Стиппе также было принято постановление, запрещавшее проведение магических сеансов и гаданий, распространенных среди высших сословий. Поводом для этой меры стали некие обряды, проводившиеся придворными у постели смертельно больной Зои, жены Алексея Комнина и сына севастократора Исаака.
Патриарх Лев Стипп скончался в 1143 году.
День памяти 12 ноября.